# Francisco Rezek

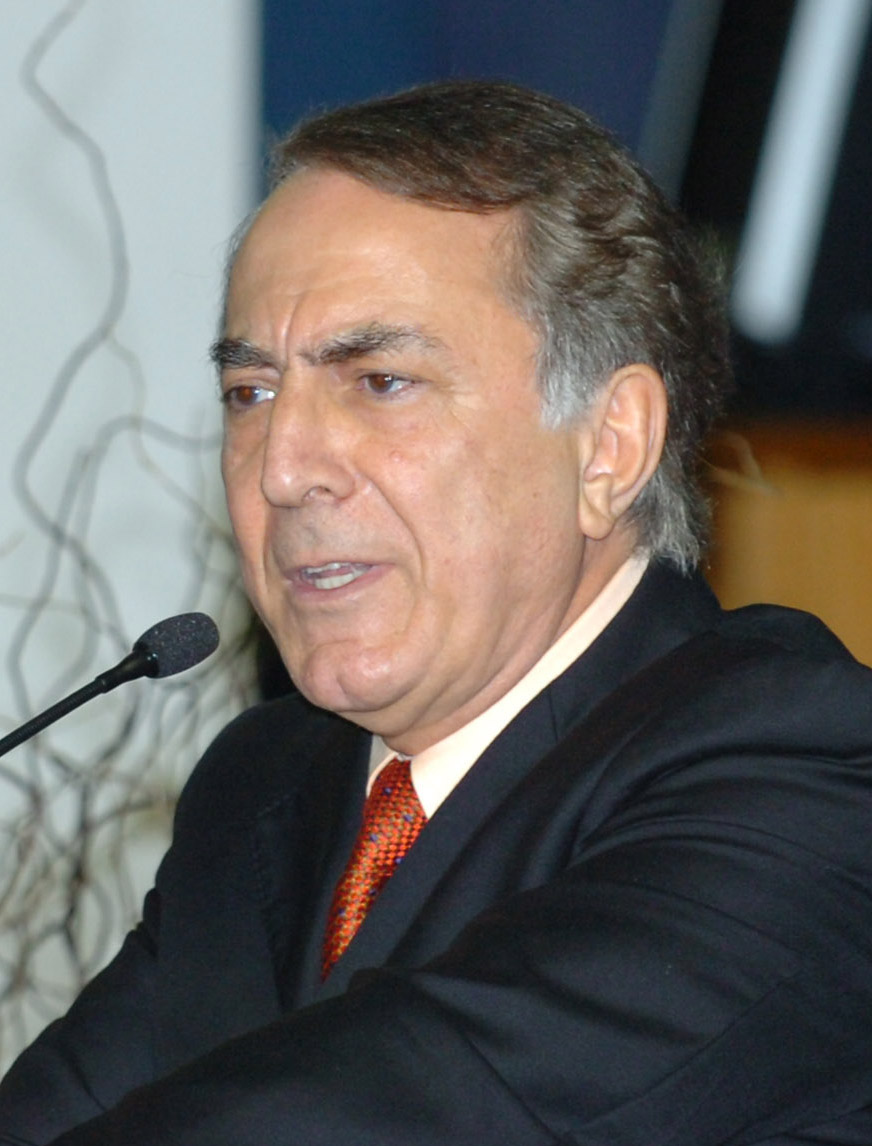
Francisco Rezek, 2006

Francisco Rezek (ur. 18 stycznia 1944 w Cristina, stan Minas Gerais, Brazylia) – brazylijski prawnik i dyplomata, sędzia Międzynarodowego Trybunału Sprawiedliwości.
Był profesorem prawa międzynarodowego na uniwersytecie w Brasílii oraz w Rio Branco Institute. Jest autorem wielu podręczników i publikacji monograficznych z tej dziedziny, zwłaszcza w obszarze prawa traktatów i prawa konfliktów zbrojnych.
W latach 1983–1990 i 1992–1997 był sędzią Sądu Najwyższego Brazylii, a w latach 1990–1992 sprawował urząd Ministra Spraw Zagranicznych.
Od 1997 do 2006 był sędzią Międzynarodowego Trybunału Sprawiedliwości.